# Cor van Kralingen
Cornelis Jan (Cor) van Kralingen (Rotterdam, 29 januari 1908 - Mijnsheerenland, 3 juli 1977) was een Nederlandse beeldhouwer, illustrator, medailleur en kunstschilder.

## Leven en werk
Van Kralingen leerde aanvankelijk voor onderwijzer aan de kweekschool. Hij maakte een overstap naar de avondopleiding van de Rotterdamse Academie voor Beeldende Kunsten en Technische Wetenschappen, waar hij teken- en schilderkunst en later ook beeldhouwkunst studeerde. Zijn leraren waren Lambertus Franciscus Edema van der Tuuk en Gerard Hoppen. Overdag werkte hij bij een grafisch bedrijf.
Van 1935 tot 1960 was hij illustrator van de VARAgids en boeken van uitgeverij Thieme. Kort voor de Tweede Wereldoorlog ging hij zich toeleggen op het beeldhouwen. Van even na de oorlog is Het Twentse Ros (1948), dat werd geplaatst op het kantoor van de Twentsche Bank aan de Blaak in Rotterdam. Hij maakte ook een aantal oorlogsmonumenten.

## De vallende man
In 1950 maakte Van Kralingen in opdracht van de Oorlogsgravenstichting het beeld De Vallende man. Het beeld van drie meter hoog stelt een man voor die wordt geëxecuteerd. In 1951 werd het geplaatst op de Algemene Begraafplaats Crooswijk. Vervolgens werd een twee meter hoge variant van dit ontwerp geplaatst op Nederlandse erevelden in:
- Loenen (Nederland)
- Londen (Engeland) - 1965
- Oslo (Noorwegen)
- Orry-la-Ville (Frankrijk) - 1958
- Salzburg (Oostenrijk) - 1957
- Frankfurt - 1956
- Hamburg - 1953
- Hannover - 1954

Het monument werd eveneens geplaatst in Dordrecht en IJmuiden (1951).

## Werken (selectie)
- Erepenning VARA (1938)
- Het Twentse Ros (1948), Blaak in Rotterdam
- Bevrijdingsmonument (1948), Raadhuisplein in Zwijndrecht
- De Vallende man (1950)
- Plaquette Burgemeester Roos (1952), Raadhuisplein in Nederlek
- Waterdieren (1955), Hofpleinfontein in Rotterdam
- Monument voor David Lopes Dias - houtsnijwerk (1955), Lopes Diaslaan in Hilversum
- Treurende vrouw (1958), Goereesestraat in Rotterdam
- Zittend meisje (1962), Argonautenweg in Rotterdam
- Liggende figuur (196?), campus universiteit van Wageningen
- Kangoeroe (1963), Plaswijckpark in Rotterdam
- Knielende vrouw met duif (1965), Algemene Begraafplaats Crooswijk in Rotterdam
- Januskop (1969), Algemene Begraafplaats Crooswijk in Rotterdam
- Plaquette Ir. C. van Traa, Rodezand in Rotterdam
- Gedenkplaat Ds. Abraham Rutgers, St. Laurenskerk Rotterdam

## Fotogalerij

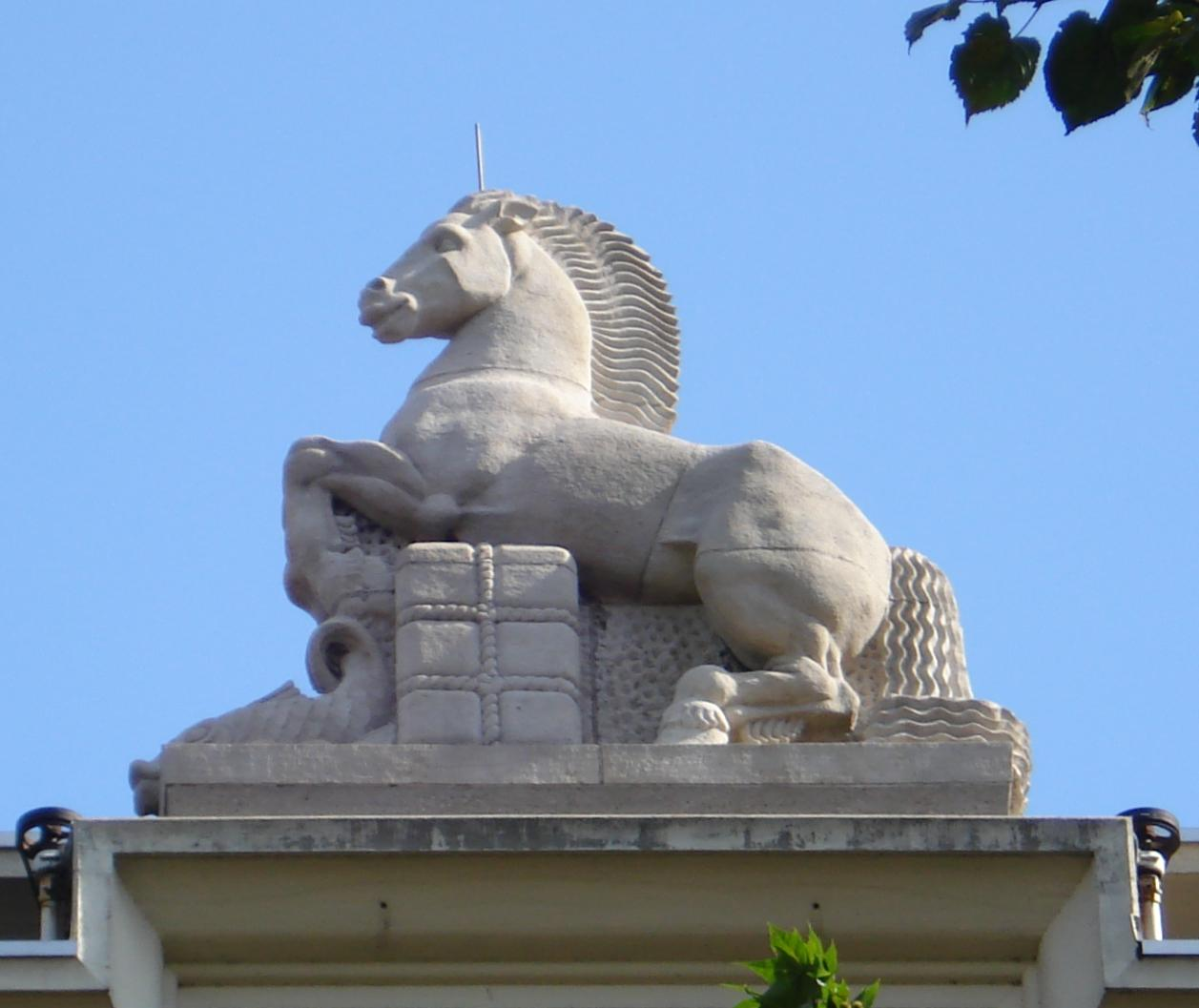
Twentse Ros (1948)
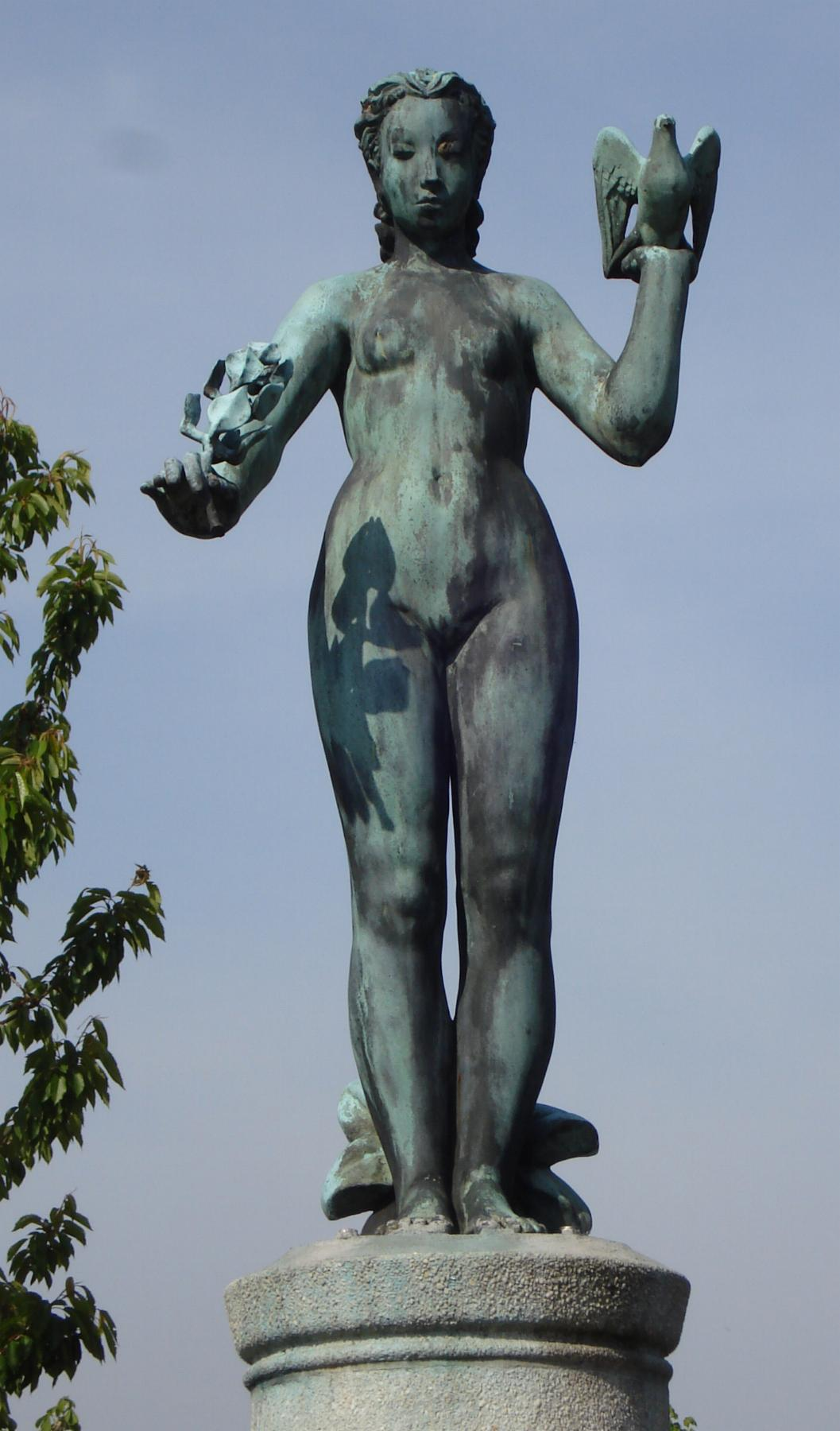
Bevrijdingsmonument Zwijndrecht (1948)
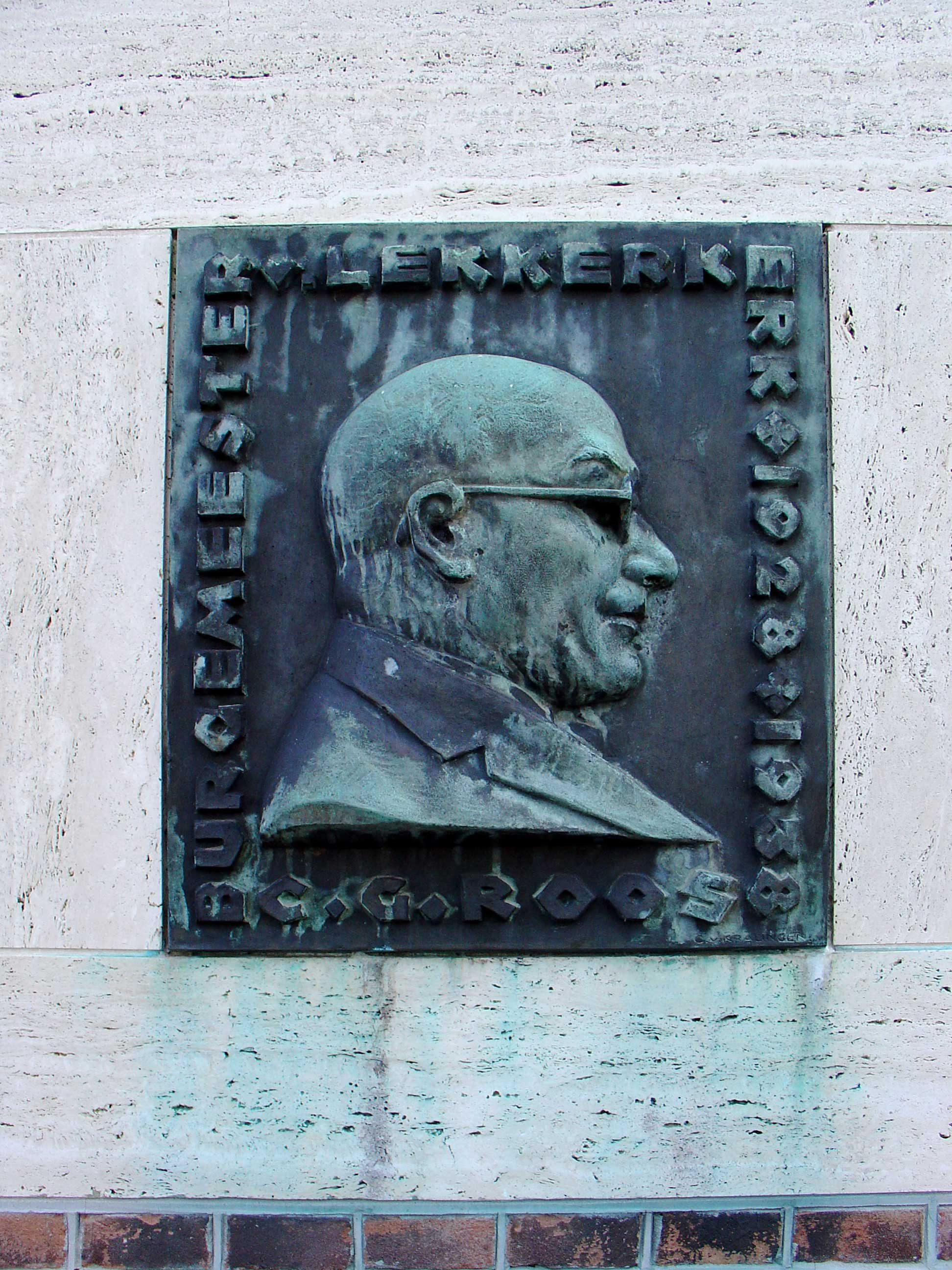
Plaquette Burgemeester Roos (1952)
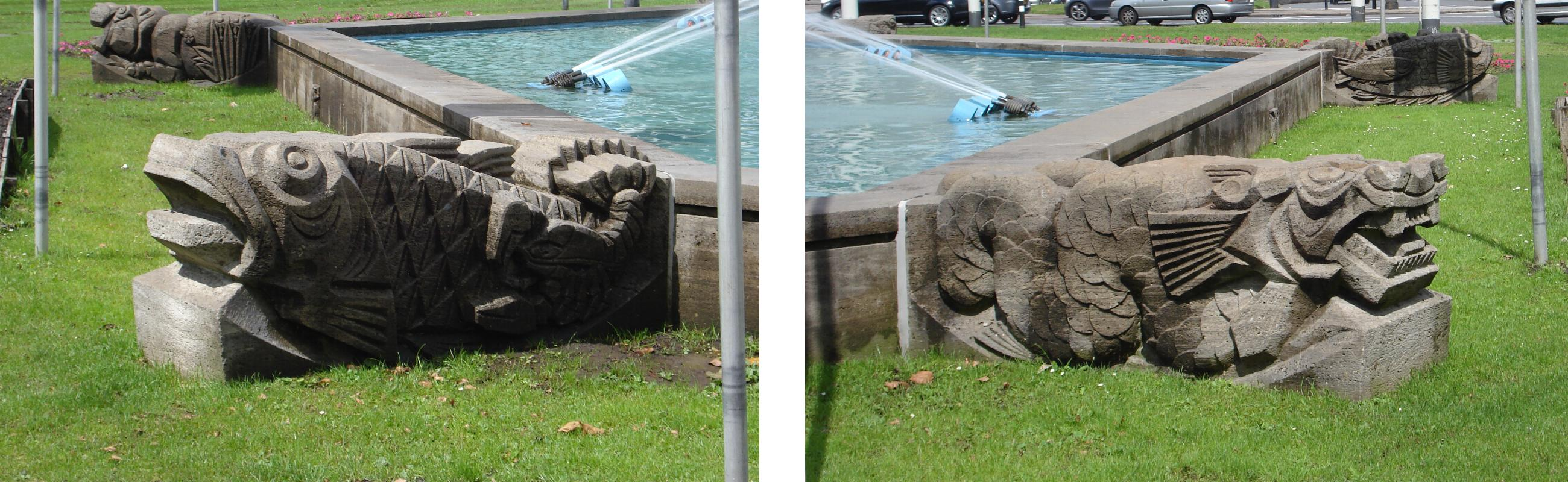
Waterdieren (1955)
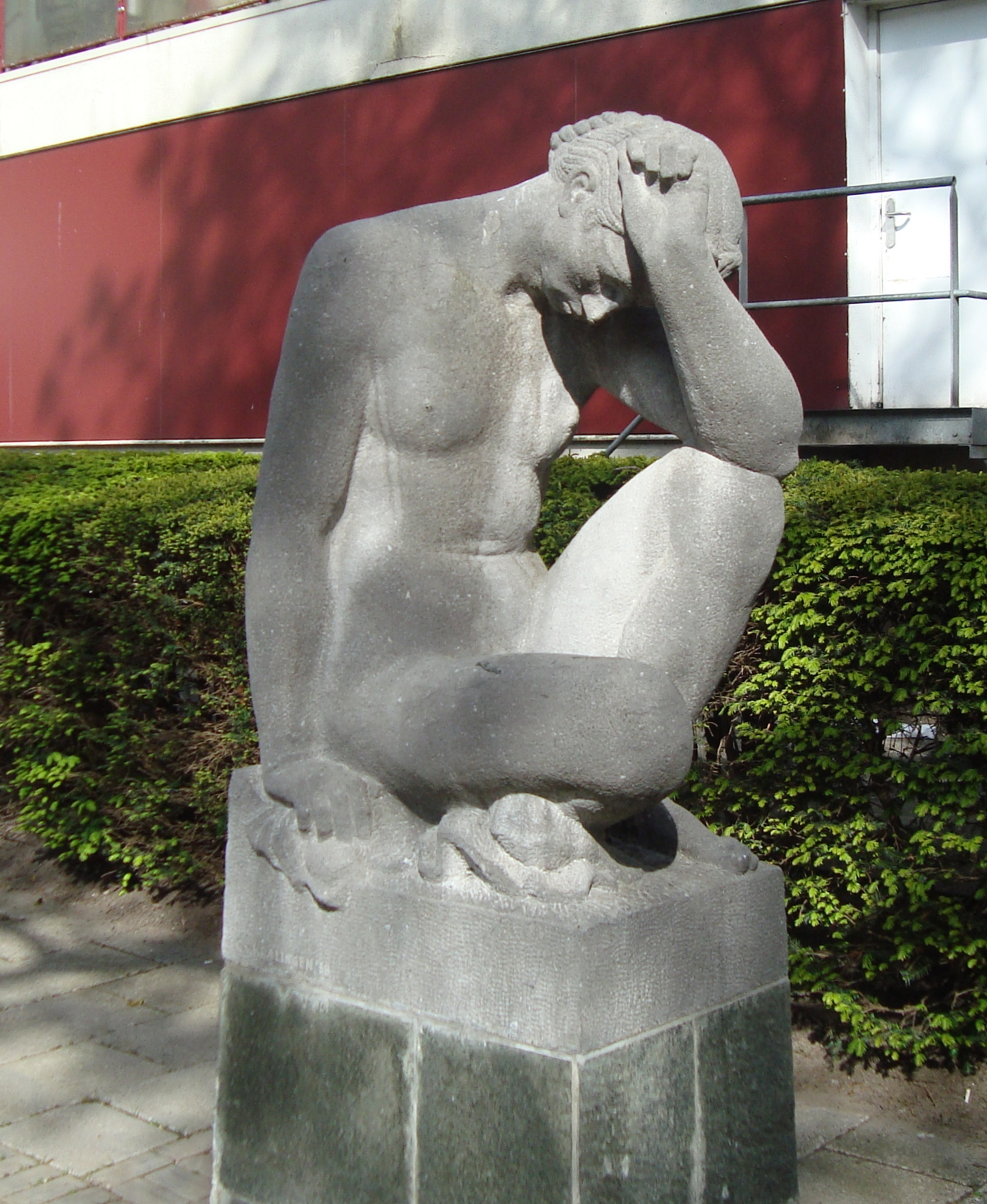
Treurende vrouw (1958)
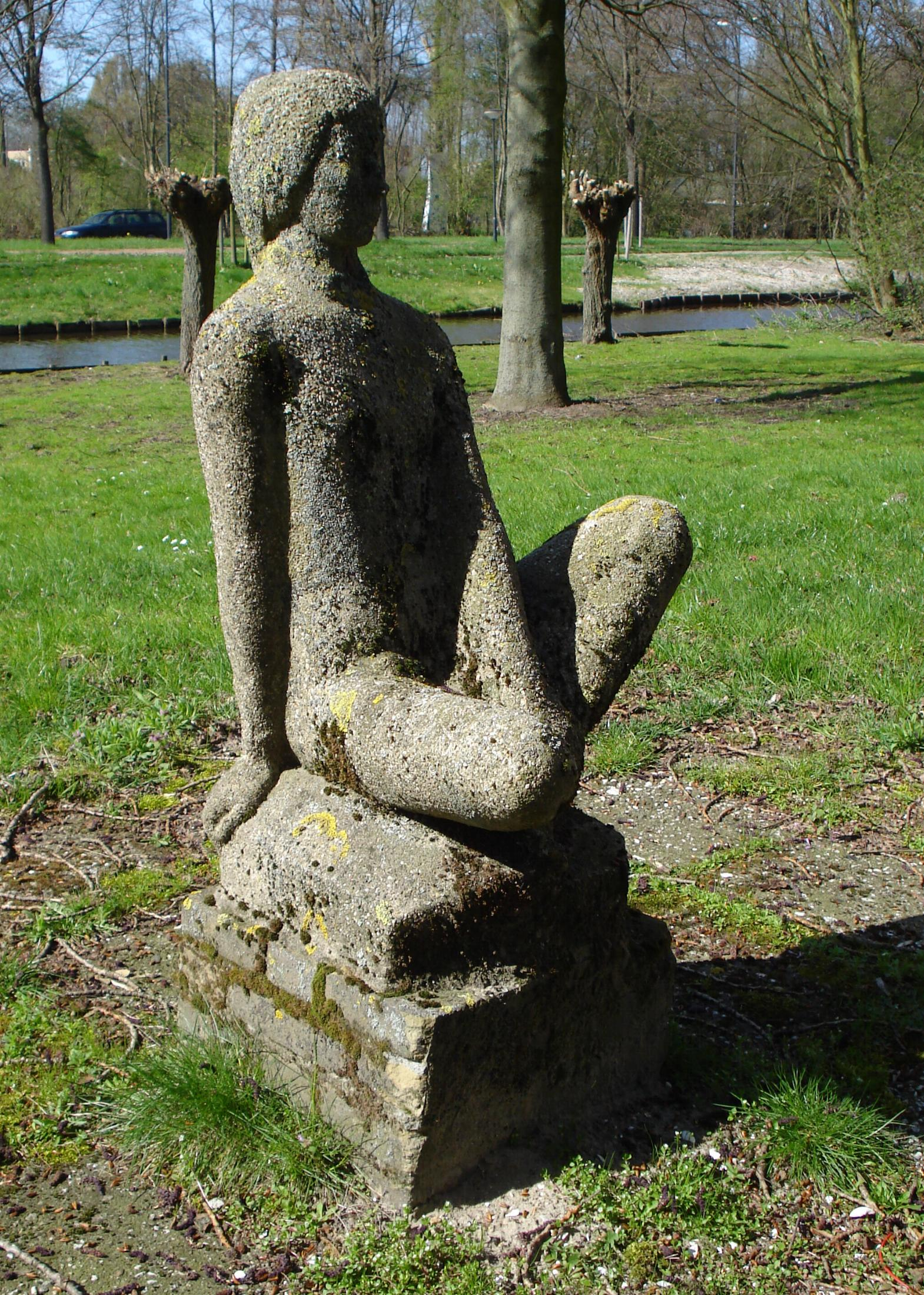
Zittend meisje (1962)
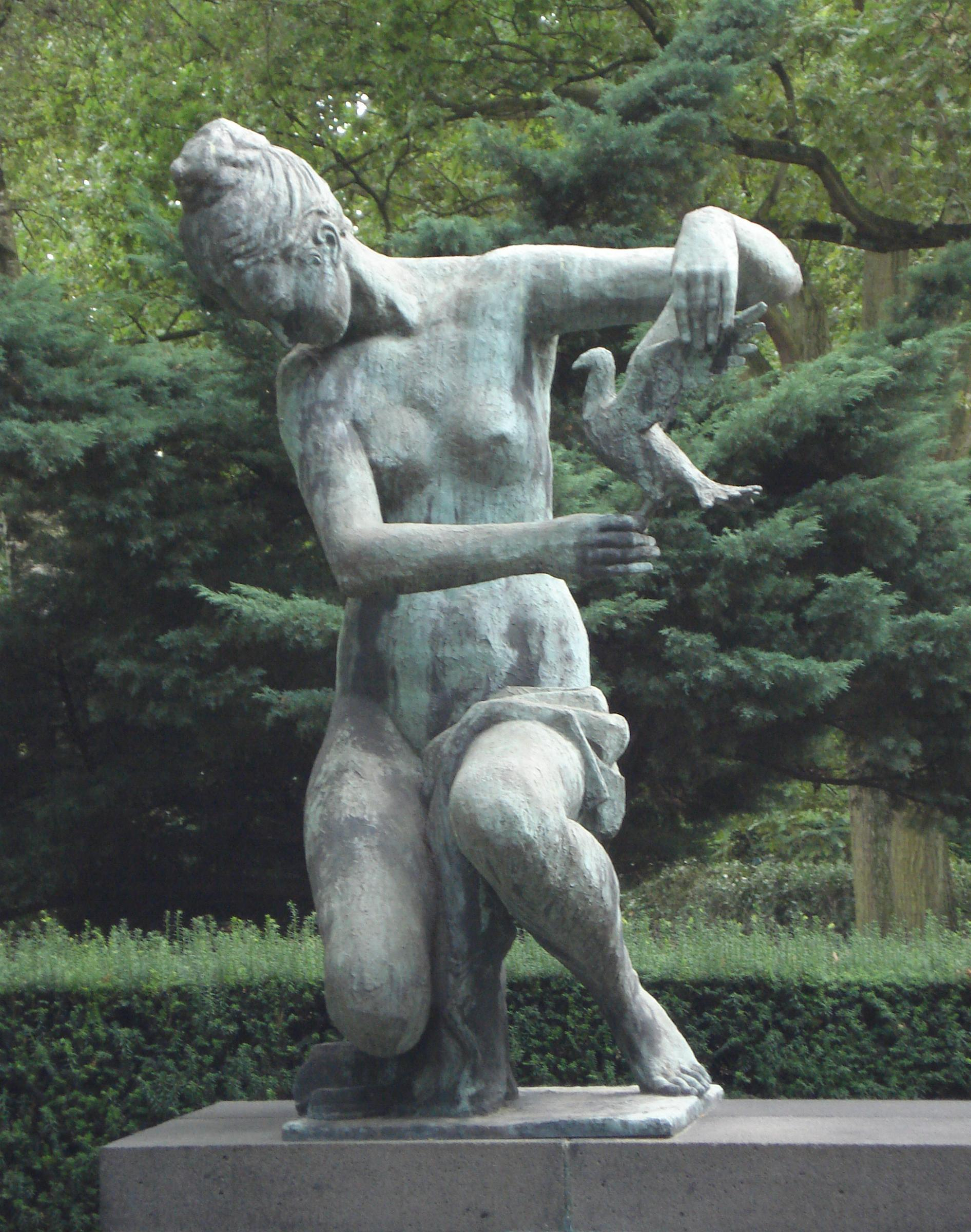
Knielende vrouw met duif (1965)
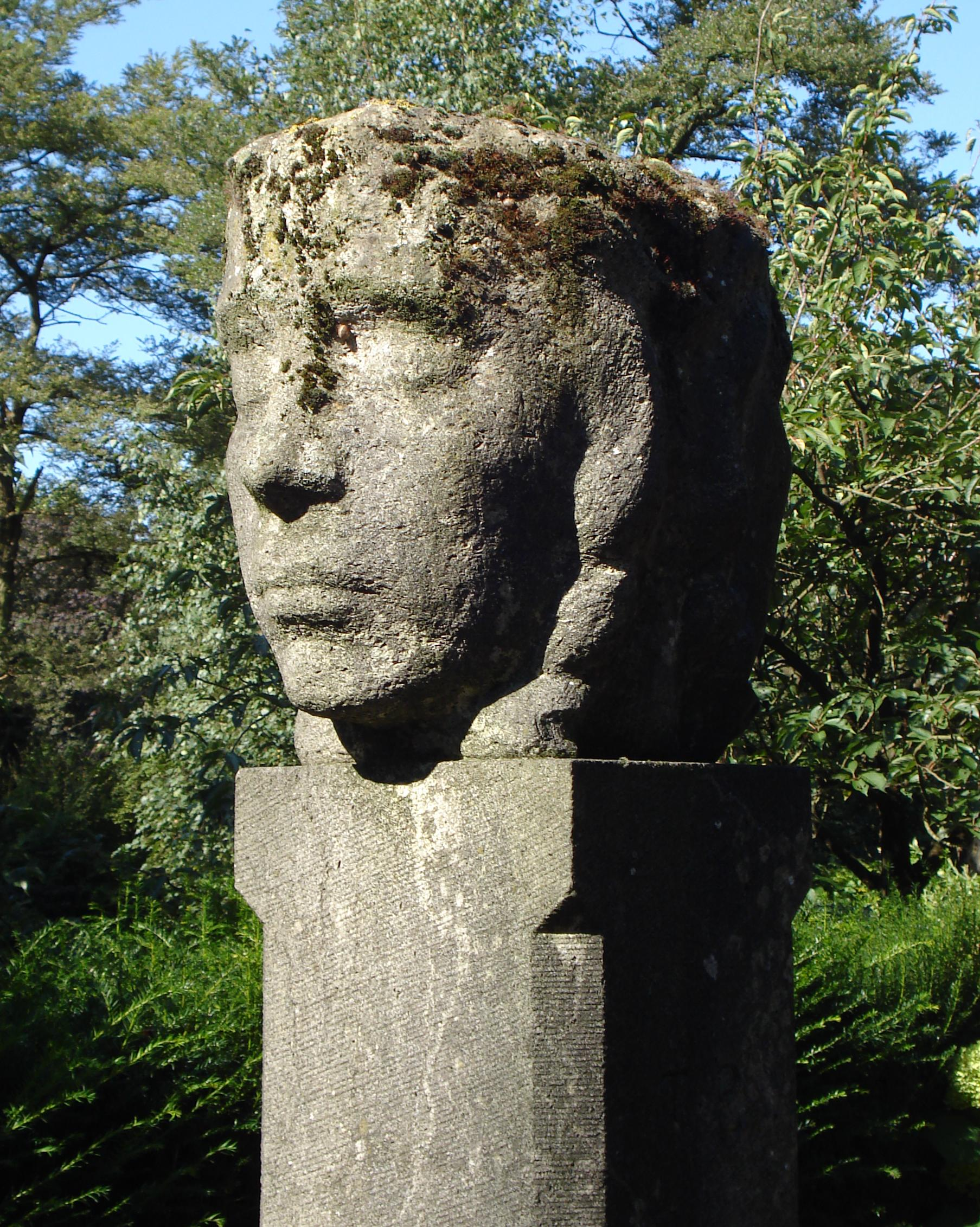
Januskop (1969)
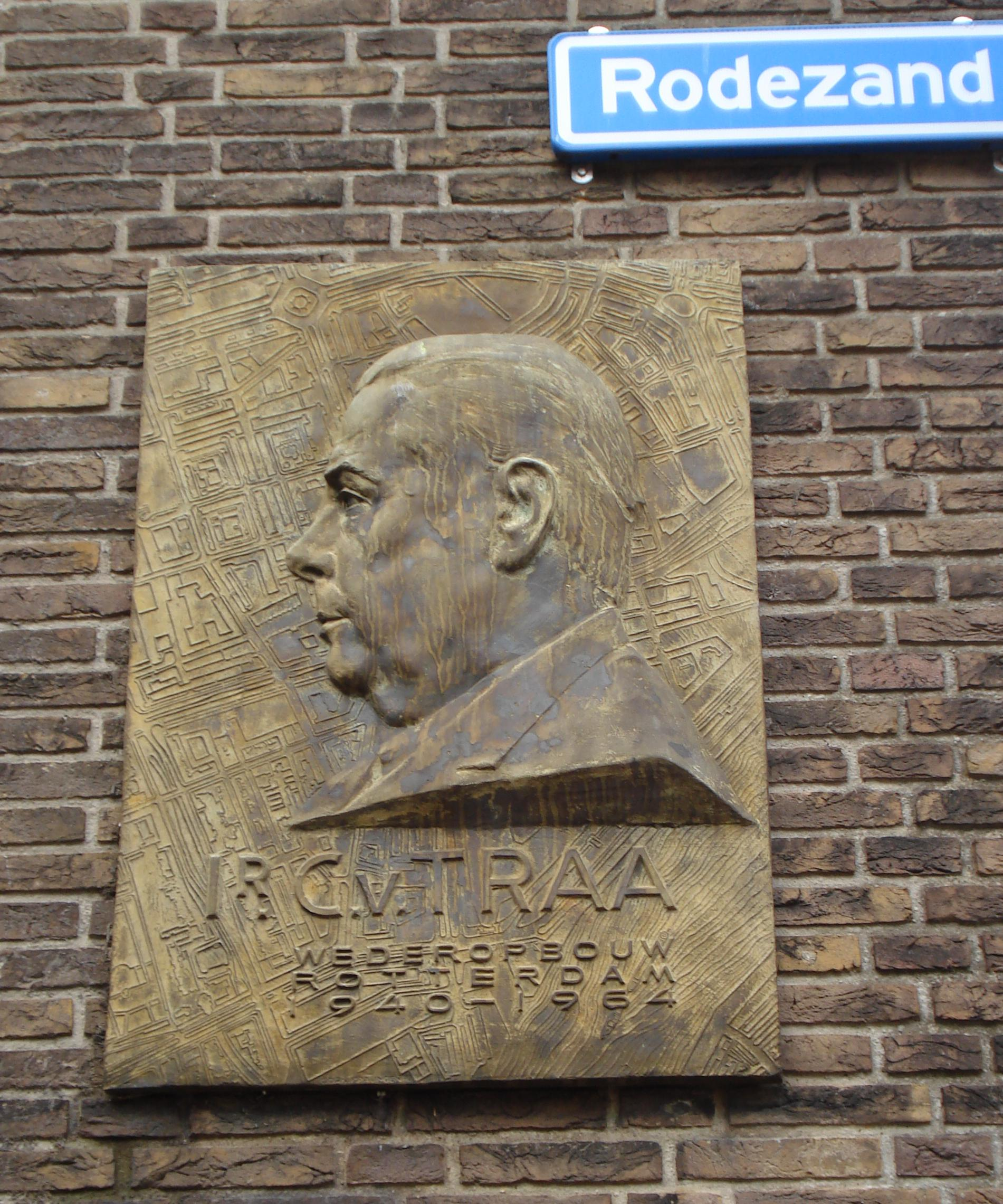
Plaquette Ir. van Traa